# Enrique Guzmán Martínez
Enrique Guzmán Martínez (Bilbao, 1906-Guecho, Vizcaya, 4 de julio de 1979) fue un industrial español vasco. 

## Biografía
Guzmán fue teniente de alcalde de Bilbao, presidente del Athletic Club de Bilbao entre 1950 y 1959 y presidente de la Sociedad Bilbaína entre 1963 y 1964. Formó parte de los consejos de administración de varias sociedades, incluyendo el Banco de Bilbao.
En 1956, fue distinguido con la gran cruz de la orden de Alfonso X el Sabio.